# Albert Haasemann
Albert Haasemann (* 21. August 1850 in Hildesheim; † 21. Juni 1934 in Bremen; vollständiger Name: Albert Friedrich Theodor Haasemann) war ein deutscher Bauingenieur und Unternehmer als Mitbegründer der Jute-Spinnerei und Weberei Bremen.

## Biografie

### Familie, Ausbildung und Beruf
Haasemann war der Sohn des Unternehmers Friedrich Haasemann (1819–1886; Jutespinnerei ab 1866). Er studierte an der Polytechnischen Schule Hannover und vertiefte danach seine Ausbildung in englischen und schottischen Textil- und Maschinenfabriken sowie bei der im August 1872 gegründeten Deutsche Jute-Spinnerei und Weberei AG in Meißen, wo er am Fabrik-Neubau mitwirkte.
1875 wurde er technischer Leiter der 1873 gegründeten Bremer Jute-Spinnerei und Weberei AG im damals noch zu Preußen gehörenden Hemelingen im Umland Bremens. Bald war er Direktor des Unternehmens und gehörte dem Verwaltungsrat an.

### Jute-Spinnerei und Weberei Bremen
1888 musste sich Bremen dem deutschen Zollgebiet anschließen. Dadurch wurde die Verarbeitung von Rohjute in unmittelbarer Nähe des neuen bremischen Hafengeländes, dem Löschplatz der Juteeinfuhren im Zollausschlußbezirk, sinnvoll. Haasemann und der Bankier Bernhard Loose gründeten mit Unterstützung vom Kaufmann Christoph Hellwig Papendieck und Konsul Johann Smidt im März 1888 die Jute-Spinnerei und Weberei Bremen AG zwischen Nordstraße und Hafengebiet in Walle. Haasemann wurde alleiniger Vorstand und Gustav Lahusen erster Aufsichtsratsvorsitzender der neuen Aktiengesellschaft mit einem Aktienkapital von 1,5 Mio. Mark. Nach seinen Plänen konnte die Fabrik zur Eröffnung des Hafens fertiggestellt werden. Das Werk musste später mehrfach erweitert und Arbeiter aus dem Südosten Europas angeworben werden. Auf sein Betreiben wurden soziale Hilfsmaßnahmen vom Werk eingeleitet, zum Teil unter Mithilfe der bürgerlichen Wohlfahrtsverbände. Der Bau von Wohnungen, die Einrichtung eines Säuglings- und Kinderheims (1907), eine betriebliche ärztliche Betreuung mit zwei Ärzten und Maßnahmen der Altenfürsorge erfolgten in unmittelbarer Nähe der Fabrik. Zudem entstand eine Betriebskrankenkasse. Rund 2 Mio. Mark für Arbeiterwohlfahrtseinrichtungen waren 1913 in der Bilanz verzeichnet, davon 825.000 Mark für die Arbeiterwohnungen.
Das Unternehmen entwickelte sich zu einem der bedeutendsten n dieser Branche. 1896 wurden 2000 Mitarbeiter beschäftigt, 1913 waren es 2150. Auch nach dem Ersten Weltkrieg gelang ein neuer Aufschwung mit 1680 Mitarbeitern im Jahr 1928. 1932 übernahm das Unternehmen die Jute-Spinnerei Delmenhorst und die Barther Jute-Spinnerei in Vorpommern. 1931 schied Haasemann aus dem Vorstand aus und wurde Vorsitzender des Aufsichtsrats. Als Direktor folgte ihm Carl Julius Brabant nach, ein gemeinsamer Neffe Haasemanns und des Aktionärs und Aufsichtsratsmitglieds Julius Brabant.

### Mitgliedschaften
Haasemann war 1877 Mitbegründer und später Ehrenmitglied des Architekten- und Ingenieur-Vereins zu Bremen sowie 1879 Mitbegründer und Vorstandsmitglied im Verein Deutscher Jute-Industrieller.

## Ehrungen
- Der Arbeitgeberverband der Deutschen Textilindustrie ernannte ihn zum Ehrenmitglied.
- Die Technische Hochschule Hannover verlieh ihm 1930 die Ehrendoktorwürde (als Dr.-Ing. E. h.).
- In Bremen-Walle wurde 1931 die Albert-Haasemann-Straße nach ihm benannt.[1]